# ترانه‌شناسی آلبوم‌های ریانا
ریانا، خواننده اهل باربادوس، هشت آلبوم استودیویی، دو آلبوم ریمیکس، یک آلبوم دوباره منتشرشده، هفت کلکسیون جعبه‌ای و سه آلبوم چندآهنگه منتشر کرده‌است. ریانا از زمان آغاز حرفهٔ خود در سال ۲۰۰۵، بیش از ۲۵۰ میلیون از آثار و تک‌آهنگ‌های خود را به فروش رسانده‌است و او را به یکی از پرفروش‌ترین هنرمندان موسیقی در همهٔ زمان‌ها تبدیل می‌کند. تمام آلبوم‌های او توسط انجمن صنعت ضبط موسیقی ایالات متحده آمریکا (آرآی‌ای‌ای) دارای گواهی‌نامه پلاتین یا چندین پلاتین در ایالات متحده آمریکا هستند و در کل بیش از ۱۰ میلیون نسخه در این کشور فروش داشته‌اند.
ریانا در اوت ۲۰۰۵ نخستین آلبوم استودیویی خود، موسیقی خورشید را منتشر کرد. این آلبوم به رتبه‌های برتر در جدول‌های آلبوم‌های کانادایی و بیلبورد ۲۰۰ ایالات متحده آمریکا رسیده‌است. این آلبوم توسط انجمن صنعت ضبط موسیقی ایالات متحده آمریکا (آرآی‌ای‌ای) گواهی‌نامه طلا را دریافت کرد و بیش از ۶۲۳٬۰۰۰ نسخه در این کشور به فروش رسانده‌است. تا سال ۲۰۱۵، موسیقی خورشید بیش از دو میلیون نسخه در سراسر جهان به فروش رسانده بود. یک سال بعد، او دومین آلبوم استودیویی خود، دختری مثل من (۲۰۰۶) را منتشر کرد. این آلبوم در صدر جدول آلبوم‌های کانادا قرار گرفت و به رتبه پنج در دو جدول آلبوم‌های بریتانیا و بیلبورد ۲۰۰ ایالات متحده آمریکا رسیده‌است. دختری مثل من دو گواهی‌نامه پلاتین توسط میوزیک کانادا (ام‌سی)، صنعت ضبط صدای بریتانیا (بی‌پی‌آی) و آرآی‌ای‌ای را دریافت کرد؛ همچنین بیش از چهار میلیون نسخه در سراسر جهان به فروش رسانده‌است. سومین آلبوم استودیویی ریانا، دختر خوب بد شد (۲۰۰۷)، در جدول بیلبورد ۲۰۰ ایالات متحده آمریکا به رتبه دوم رسید و موفق به دریافت پنج گواهی‌نامه پلاتین از آرآی‌ای‌ای در ایالات متحده آمریکا و شش پلاتین از بی‌پی‌آی در بریتانیا شد. یک سال بعد، این آلبوم با چندین ترانه جدید با عنوان دختر خوب بد شد: ضبط دوباره (۲۰۰۸) دوباره منتشر شد. تا سال ۲۰۱۷ بیش از نه میلیون نسخه از این آلبوم در سراسر جهان به فروش رفته بود.
چهارمین آلبوم استودیویی ریانا، درجه آر (۲۰۰۹) در رتبه یک جدول موسیقی سوئیس قرار گرفت و بیش از سه میلیون نسخه در سراسر جهان به فروش رساند. این آلبوم همچنین توسط بی‌پی‌آی و آرآی‌ای‌ای دو گواهی‌نامه پلاتین دریافت کرد. پنجمین آلبوم استودیویی ریانا، بلند در نوامبر ۲۰۱۰ منتشر شد. بلند در رتبه یک جدول آلبوم‌های بریتانیا قرار گرفت و شش گواهی‌نامه پلاتین از بی‌پی‌آی دریافت کرد. این آلبوم همچنین در ایالات متحده آمریکا سه گواهی‌نامه پلاتین دریافت کرد و بیش از هشت میلیون نسخه در سراسر جهان به فروش رسانده‌است. یک سال بعد، او ششمین آلبوم استودیویی خود، تاک دت تاک (۲۰۱۱) را منتشر کرد. این آلبوم به سومین رتبه یک ریانا در بریتانیا تبدیل شد و بیش از یک میلیون نسخه در این کشور به فروش رساند. این آلبوم همچنین توسط آرآی‌ای‌ای سه گواهی‌نامه پلاتین دریافت کرد و بیش از ۵٫۵ میلیون نسخه در سراسر جهان به فروش رساند. هفتمین آلبوم استودیویی ریانا، ناعذرخواهانه (۲۰۱۲) به نخستین آلبوم برتر ریانا در جدول بیلبورد ۲۰۰ تبدیل شد و سه گواهی‌نامه پلاتین توسط آرآی‌ای‌ای دریافت کرد. این آلبوم همچنین در رتبه اول جدول آلبوم‌های کانادا، ایرلند، سوئیس و انگلستان قرار گرفت؛ ناعذرخواهانه بیش از چهار میلیون نسخه در سراسر جهان فروخته بود. او در سال ۲۰۱۶ هشتمین آلبوم استودیویی خود، آنتی را منتشر کرد؛ آنتی در رتبه اول جدول‌های کانادا و ایالات متحده آمریکا قرار گرفت و سه گواهی‌نامه پلاتین توسط آرآی‌ای‌ای دریافت کرد.

## آلبوم‌های استودیویی
| عنوان                                                                         | اطلاعات آلبوم | موقعیت در جدول‌ها | موقعیت در جدول‌ها | موقعیت در جدول‌ها | موقعیت در جدول‌ها | موقعیت در جدول‌ها | موقعیت در جدول‌ها | موقعیت در جدول‌ها | موقعیت در جدول‌ها | موقعیت در جدول‌ها | موقعیت در جدول‌ها | فروش                                                                                 | گواهی‌نامه‌ها |
| عنوان                                                                         | اطلاعات آلبوم | استرالیا         | بلژیک (FL)       | کانادا           | فرانسه           | آلمان            | ایرلند           | نیوزیلند         | سوئیس            | بریتانیا         | ایالات متحده     | فروش                                                                                 | گواهی‌نامه‌ها |
| ----------------------------------------------------------------------------- | --- | ---------------- | ---------------- | ---------------- | ---------------- | ---------------- | ---------------- | ---------------- | ---------------- | ---------------- | ---------------- | ------------------------------------------------------------------------------------ | --- |
| موسیقی خورشید                                                                 | - انتشار: ۱۲ اوت ۲۰۰۵ (ایالات متحده) - ناشر: دف جم، اس‌آرپی - فرمت‌ها: سی‌دی، سی‌دی/دی‌وی‌دی، ال‌پی، دانلود دیجیتال، استریمینگ    | —                | —                | ۷                | ۹۳               | ۳۱               | ۱۲               | ۲۶               | ۳۸               | ۳۵               | ۱۰               | - بریتانیا: ۱۴۸٬۶۶۰ - ایالات متحده: ۶۲۳٬۰۰۰ - جهانی: ۲٬۰۰۰٬۰۰۰                       | - آمریکا: پلاتین - بریتانیا: طلا - آلمان: طلا - کانادا: پلاتین - نیوزیلند: طلا |
| دختری مثل من                                                                  | - انتشار: ۱۱ آوریل ۲۰۰۶ (ایالات متحده) - ناشر: دف جم، اس‌آرپی - فرمت‌ها: سی‌دی، ال‌پی، دانلود دیجیتال، استریمینگ               | ۹                | ۱۰               | ۱                | ۱۸               | ۱۳               | ۵                | ۷                | ۶                | ۵                | ۵                | - بریتانیا: ۶۶۷٬۶۷۲ - ایالات متحده: ۱٬۴۰۰٬۰۰۰ - جهانی: ۴٬۰۰۰٬۰۰۰                     | - آمریکا: ۲× پلاتین - استرالیا: پلاتین - بریتانیا: ۲× پلاتین - آلمان: پلاتین - آی‌اف‌پی‌آی: پلاتین - ایرلند: ۲× پلاتین - کانادا: ۲× پلاتین - نیوزیلند: طلا                                                                       |
| دختر خوب بد شد                                                                | - انتشار: ۵ ژوئن ۲۰۰۷ (ایالات متحده) - ناشر: دف جم، اس‌آرپی - فرمت‌ها: سی‌دی، سی‌دی/دی‌وی‌دی، ال‌پی، دانلود دیجیتال، استریمینگ    | ۲                | ۹                | ۱                | ۸                | ۴                | ۱                | ۴                | ۱                | ۱                | ۲                | - بریتانیا: ۱٬۹۰۴٬۳۴۷ - ایالات متحده: ۲٬۸۰۰٬۰۰۰ - جهانی: ۹٬۰۰۰٬۰۰۰                   | - آمریکا: ۶× پلاتین - استرالیا: ۴× پلاتین - بلژیک: ۲× پلاتین - بریتانیا: ۶× پلاتین - آلمان: ۷× طلا - آی‌اف‌پی‌آی: ۳× پلاتین - آی‌اف‌پی‌آی سوئیس: ۳× پلاتین - ایرلند: ۳× پلاتین - کانادا: ۵× پلاتین - نیوزیلند: پلاتین - فرانسه: طلا |
| درجه آر                                                                       | - انتشار: ۲۰ نوامبر ۲۰۰۹ (ایالات متحده) - ناشر: دف جم، اس‌آرپی - فرمت‌ها: سی‌دی، ال‌پی، دانلود دیجیتال، استریمینگ              | ۱۲               | ۱۶               | ۵                | ۱۰               | ۴                | ۷                | ۱۴               | ۱                | ۹                | ۴                | - بریتانیا: ۷۰۱٬۲۹۸ - ایالات متحده: ۱٬۱۳۰٬۰۰۰ - جهانی: ۳٬۰۰۰٬۰۰۰                     | - آمریکا: ۲× پلاتین - استرالیا: پلاتین - بلژیک: طلا - بریتانیا: ۲× پلاتین - آلمان: پلاتین - آی‌اف‌پی‌آی: پلاتین - آی‌اف‌پی‌آی سوئیس: پلاتین - ایرلند: پلاتین - کانادا: پلاتین - فرانسه: پلاتین                                      |
| بلند                                                                          | - انتشار: ۱۶ نوامبر ۲۰۱۰ (ایالات متحده) - ناشر: دف جم، اس‌آرپی - فرمت‌ها: سی‌دی، سی‌دی/دی‌وی‌دی، ال‌پی، دانلود دیجیتال، استریمینگ | ۲                | ۳                | ۱                | ۳                | ۲                | ۱                | ۴                | ۱                | ۱                | ۳                | - فرانسه: ۳۵۵٬۰۰۰ - بریتانیا: ۱٬۹۵۰٬۸۶۴ - ایالات متحده: ۱٬۸۰۰٬۰۰۰ - جهانی: ۸٬۰۰۰٬۰۰۰ | - آمریکا: ۳× پلاتین - استرالیا: ۴× پلاتین - بلژیک: پلاتین - بریتانیا: ۷× پلاتین - آلمان: ۳× طلا - آی‌اف‌پی‌آی: ۳× پلاتین - آی‌اف‌پی‌آی سوئیس: ۲× پلاتین - ایرلند: ۵× پلاتین - کانادا: ۳× پلاتین - نیوزیلند: پلاتین                  |
| تاک دت تاک                                                                    | - انتشار: ۲۱ نوامبر ۲۰۱۱ (ایالات متحده) - ناشر: دف جم، اس‌آرپی - فرمت‌ها: سی‌دی، ال‌پی، دانلود دیجیتال، استریمینگ              | ۵                | ۳                | ۳                | ۲                | ۳                | ۲                | ۱                | ۱                | ۱                | ۳                | - فرانسه: ۲۰۰٬۰۰۰ - بریتانیا: ۱٬۰۰۰٬۰۰۰ - ایالات متحده: ۱٬۱۵۰٬۰۰۰ - جهانی: ۵٬۵۰۰٬۰۰۰ | - آمریکا: ۳× پلاتین - استرالیا: پلاتین - بلژیک: طلا - بریتانیا: ۳× پلاتین - آلمان: طلا - آی‌اف‌پی‌آی: پلاتین - آی‌اف‌پی‌آی سوئیس: پلاتین - ایرلند: ۳× پلاتین - نیوزیلند: پلاتین                                                     |
| ناعذرخواهانه                                                                  | - انتشار: ۱۹ نوامبر ۲۰۱۲ (ایالات متحده) - ناشر: دف جم، اس‌آرپی - فرمت‌ها: سی‌دی، سی‌دی/دی‌وی‌دی، ال‌پی، دانلود دیجیتال، استریمینگ | ۸                | ۲                | ۱                | ۳                | ۳                | ۱                | ۵                | ۱                | ۱                | ۱                | - فرانسه: ۲۴۰٬۰۰۰ - بریتانیا: ۶۳۵٬۰۰۰ - ایالات متحده: ۱٬۲۰۰٬۰۰۰ - جهانی: ۴٬۰۰۰٬۰۰۰   | - آمریکا: ۳× پلاتین - استرالیا: پلاتین - بلژیک: طلا - بریتانیا: ۲× پلاتین - آلمان: پلاتین - ایرلند: ۲× پلاتین - آی‌اف‌پی‌آی سوئیس: پلاتین - کانادا: پلاتین - نیوزیلند: طلا                                                       |
| آنتی                                                                          | - انتشار: ۲۸ ژانویه ۲۰۱۶ - ناشر: وست‌باری رود، راک نیشن - فرمت‌ها: سی‌دی، ال‌پی، دانلود دیجیتال، استریمینگ                     | ۵                | ۸                | ۱                | ۶                | ۳                | ۲                | ۵                | ۲                | ۷                | ۱                | - ایالات متحده: ۶۰۳٬۰۰۰ - جهانی: ۱٬۱۰۰٬۰۰۰                                           | - آمریکا: ۳× پلاتین - بریتانیا: پلاتین - کانادا: طلا - فرانسه: پلاتین |
| نشانهٔ «—» مواردی را نشان می‌دهد که در آن کشور منتشر نشده یا به جدول نرسیده‌اند. | |                  |                  |                  |                  |                  |                  |                  |                  |                  |                  |                                                                                      | |

## آلبوم‌های موسیقی متن
| عنوان                                                                                    | اطلاعات آلبوم | بالاترین جایگاه جدول | بالاترین جایگاه جدول | بالاترین جایگاه جدول | بالاترین جایگاه جدول | بالاترین جایگاه جدول | بالاترین جایگاه جدول | بالاترین جایگاه جدول | بالاترین جایگاه جدول | بالاترین جایگاه جدول | بالاترین جایگاه جدول |
| عنوان                                                                                    | اطلاعات آلبوم | استرالیا             | بلژیک                | کانادا               | فرانسه               | آلمان                | ایرلند               | نیوزیلند             | سوئیس                | بریتانیا             | ایالات متحده         |
| ---------------------------------------------------------------------------------------- | --- | -------------------- | -------------------- | -------------------- | -------------------- | -------------------- | -------------------- | -------------------- | -------------------- | -------------------- | -------------------- |
| پلنگ سیاه: واکاندا تا ابد – موسیقی از فیلم و الهام گرفته از آن (با تمز و هنرمندان مختلف) | - انتشار: ۴ نوامبر ۲۰۲۲ (ایالات متحده) - ناشر: راک نیشن، دف جم، هالیوود - فرمت‌ها: سی‌دی، ال‌پی، دانلود دیجیتال، استریم | ۷۹                   | ۵۰                   | ۷                    | ۴۷                   | ۷۳                   | ۲                    | ۱۷                   | ۳۱                   | ۳                    | ۱۲                   |

## آلبوم‌های ریمیکس
| عنوان                                                                         | اطلاعات آلبوم                                                                        | بالاترین جایگاه جدول | بالاترین جایگاه جدول | بالاترین جایگاه جدول | بالاترین جایگاه جدول |
| عنوان                                                                         | اطلاعات آلبوم                                                                        | یونان                | ایالات متحده         | دنس ایالات متحده     | آراندبی ایالات متحده |
| ----------------------------------------------------------------------------- | ------------------------------------------------------------------------------------ | -------------------- | -------------------- | -------------------- | -------------------- |
| دختر خوب بد شد: بازترکیب‌ها                                                    | - انتشار: ۲۷ ژانویه ۲۰۰۹ (ایالات متحده) - ناشر: دف جم - فرمت‌ها: سی‌دی، دانلود دیجیتال | —                    | ۱۰۶                  | ۴                    | ۵۹                   |
| درجه آر: ریمیکس                                                               | - انتشار: ۲۵ مه ۲۰۱۰ (ایالات متحده) - ناشر: دف جم - فرمت‌ها: سی‌دی، دانلود دیجیتال     | ۴                    | ۱۵۸                  | ۶                    | ۳۳                   |
| نشانهٔ «—» مواردی را نشان می‌دهد که در آن کشور منتشر نشده یا به جدول نرسیده‌اند. |                                                                                      |                      |                      |                      |                      |

## دوباره‌منتشرشده
| عنوان                      | اطلاعات آلبوم                                                                         | موقعیت در جدول‌ها | موقعیت در جدول‌ها | موقعیت در جدول‌ها | موقعیت در جدول‌ها | موقعیت در جدول‌ها | موقعیت در جدول‌ها | موقعیت در جدول‌ها | موقعیت در جدول‌ها | موقعیت در جدول‌ها | موقعیت در جدول‌ها | گواهی‌نامه‌ها        |
| عنوان                      | اطلاعات آلبوم                                                                         | اتریش            | بلژیک            | کانادا           | دانمارک          | آلمان            | ایرلند           | نیوزیلند         | سوئیس            | بریتانیا         | ایالات متحده     | گواهی‌نامه‌ها        |
| -------------------------- | ------------------------------------------------------------------------------------- | ---------------- | ---------------- | ---------------- | ---------------- | ---------------- | ---------------- | ---------------- | ---------------- | ---------------- | ---------------- | ------------------ |
| دختر خوب بد شد: ضبط دوباره | - انتشار: ۲ ژوئن ۲۰۰۸ - ناشر: دف جم - فرمت‌ها: سی‌دی، سی‌دی/دی‌وی‌دی، ال‌پی، دانلود دیجیتال | ۳۶               | ۶۲               | ۶                | ۴                | ۳۸               | ۸                | ۴                | ۳۲               | ۱۲               | ۷                | - نیوزیلند: پلاتین |

## کلکسیون‌های جعبه‌ای
| عنوان                                                                         | اطلاعات آلبوم                                                                | موقعیت در جدول‌ها | موقعیت در جدول‌ها     |
| عنوان                                                                         | اطلاعات آلبوم                                                                | فرانسه           | آراندبی ایالات متحده |
| ----------------------------------------------------------------------------- | ---------------------------------------------------------------------------- | ---------------- | -------------------- |
| ۳ سی‌دی کالکترز ست                                                             | - انتشار: ۱۵ دسامبر ۲۰۰۹ (ایالات متحده) - ناشر: دف جم - فرمت‌ها: سی‌دی         | —                | ۸۰                   |
| موسیقی خورشید / دختری مثل من / دختر خوب بد شد                                 | - انتشار: ۲۲ ژوئن ۲۰۱۱ (ژاپن) - ناشر: دف جم - فرمت‌ها: سی‌دی کلکسیون جعبه‌ای    | —                | —                    |
| کافریت ۴ سی‌دی                                                                 | - انتشار: ۱۷ اکتبر ۲۰۱۱ (فرانسه) - ناشر: دف جم - فرمت‌ها: سی‌دی کلکسیون جعبه‌ای | ۵۵               | —                    |
| موسیقی خورشید / دختری مثل من                                                  | - انتشار: ۵ دسامبر ۲۰۱۲ (ژاپن) - ناشر: دف جم - فرمت‌ها: سی‌دی کلکسیون جعبه‌ای   | —                | —                    |
| دختر خوب بد شد / درجه آر                                                      | - انتشار: ۵ دسامبر ۲۰۱۲ (ژاپن) - ناشر: دف جم - فرمت‌ها: سی‌دی کلکسیون جعبه‌ای   | —                | —                    |
| درجه آر + بلند                                                                | - انتشار: ۲ اوت ۲۰۱۳ (آلمان) - ناشر: دف جم - فرمت‌ها: سی‌دی                    | —                | —                    |
| وینیل کلکسیون جعبه‌ای                                                          | - انتشار: ۱۶ دسامبر ۲۰۱۶ - ناشر: دف جم - فرمت‌ها: ال‌پی باکس ست-۱۵             | —                | —                    |
| نشانهٔ «—» مواردی را نشان می‌دهد که در آن کشور منتشر نشده یا به جدول نرسیده‌اند. |                                                                              |                  |                      |

## آلبوم‌های چندآهنگه
| عنوان                          | اطلاعات آلبوم                                                                                        |
| ------------------------------ | --- |
| موسیقی را قطع نکن (هیت پک)     | - انتشار: اوت ۲۰۰۷ (استرالیا) - ناشر: دف جم - فرمت: پخش شنیداری                                      |
| موسیقی را قطع نکن (۵ ترک)      | - انتشار: ۱ ژانویه ۲۰۰۷ (آلمان) - ناشر: دف جم - فرمت: دانلود دیجیتال                                 |
| درجه آر (نسخه تک‌آهنگ‌های نوکیا) | - انتشار: ۳ مارس ۲۰۱۰ - ناشر: دف جم - فرمت: دانلود دیجیتال - شامل: سه تک‌آهنگ نخست و قطعه انعام نوکیا |